# Ок-Парк-Хайтс (город, Миннесота)
Ок-Парк-Хайтс (англ. Oak Park Heights) — город в округе Вашингтон, штат Миннесота, США. На площади 7,8 км² (7,8 км² — суша, водоёмов нет), согласно переписи 2002 года, проживают 3957 человек. Плотность населения составляет 507,2 чел./км². 
- Телефонный код города — 651
- Почтовый индекс — 55082
- FIPS-код города — 27-47914[1]
- GNIS-идентификатор — 0648850[2]